# Landesorg, jeg drømmer om at græde
|  | Denne artikel er oprettet af botten Steenthbot ud fra en ekstern database. Den kan derfor have sproglige fejl eller mangler. Denne skabelon kan fjernes efter kontrol af indholdet. |

Landesorg, jeg drømmer om at græde er en dansk børnefilm fra 2019 instrueret af August Aabo.

## Handling
En ung kvindes ven dør i en tragisk ulykke, men hun græder ikke. Hun finder en dag en pose fuld af penge og er mere påvirket af glæden ved pengene, end hun er foruroliget over sorgen over sit tab af en nær ven. I sine drømme er hun hjemsøgt af sin døde ven, der spørger hende, hvorfor hun ikke græder.

## Medvirkende
- May Lifschitz
- Rex Leonard
- Karen-Lise Mynster
- Julie Zangenberg, Grevinden
- Amalie Lindegård
- Marius Bjerre Hansen
- Niels Justesen